# William Randal Cremer
William Randal Cremer (18. března 1828 Fareham – 22. července 1908 Londýn) byl anglický liberální politik, poslanec a pacifista, nositel Nobelovy ceny míru z roku 1903.

## Život
V roce 1865 byl zvolen sekretářem Mezinárodní dělnické asociace, avšak již v roce 1867 rezignoval.
V letech 1885-1895 působil jako poslanec za Hackney (městská část Londýna), znovuzvolen byl v roce 1900 a zasedal v parlamentu až do své smrti (1908).
Cremer se stal prvním nositelem Nobelovy ceny míru, kteréžto ocenění dostal samostatně. Akademie mu cenu udělila za jeho práci na tvorbě pravidel mezinárodních arbitráží. Spoluzaložil organizace Inter-Parliamentary Union (Meziparlamentní unie) a International Arbitration League (Mezinárodní arbitrážní liga).
Získal francouzský Řád čestné legie a norský Řád sv. Olafa. Rytířem byl jmenován v roce 1907.